# Andrzej Grubba

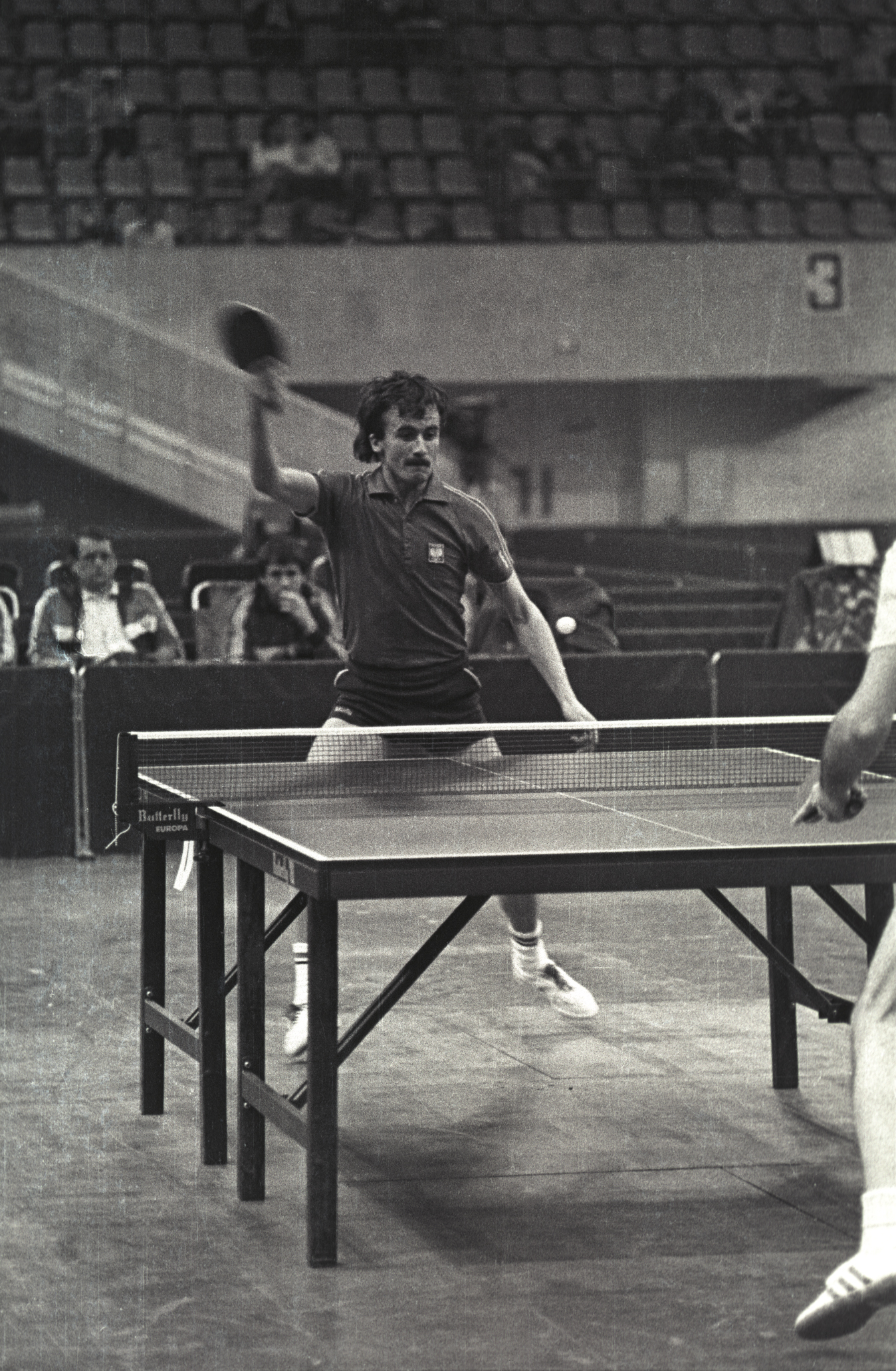
Andrzej Grubba 1984

Andrzej Stanisław Grubba (* 14. Mai 1958 in Brzeźno Wielkie; † 21. Juli 2005 in Sopot) war ein polnischer Tischtennisspieler.

## Karriere in Polen
Andrzej Grubba wurde in einem Dorf in der Nähe von Danzig geboren und war Sohn einer Lehrerfamilie. 1972 begann er mit dem Tischtennis und studierte nach dem Abitur 1977 in Danzig Sport. Bis 1985 spielte er für die Tischtennismannschaft der Sporthochschule Danzig (AZS Gdańsk), mit der er 1985 den Europapokal der Landesmeister gewann. Zwölfmal wurde er polnischer Meister im Einzel, erstmals im Jahre 1979. 1985 wechselte er in die deutsche Bundesliga.
Grubba spielte in der Regel mit der rechten Hand, konnte jedoch sowohl mit der rechten als auch mit der linken Hand spielen.

## Karriere in Deutschland
Er spielte in der Bundesliga für den TTC Grenzau von 1985 bis 1987 sowie von 1990 bis 2002, ab 1997 arbeitete er hier als Spielertrainer. Viermal gewann er als Spieler mit Grenzau die deutsche Meisterschaft. 1987 kehrte er nach Polen zurück und beendete sein Studium in Danzig, um anschließend nach Grenzau zurückzukommen. Er spielte jedoch in diesem Abschnitt auch in Österreich (1988–1990), wo er mit UTTC Stockerau Meister wurde.

## Internationale Erfolge
Von 1977 bis 1997 nahm Grubba an 11 Weltmeisterschaften und an 7 Europameisterschaften teil.
Bei den Weltmeisterschaften holte er drei Bronze-Medaillen: 1985 mit der polnischen Mannschaft, 1987 im Doppel mit Leszek Kucharski und 1989 im Einzel.
Bei den Europameisterschaften kam er auf sieben Medaillen: 1982 wurde er Europameister im Mixed mit Bettine Vriesekoop, das Endspiel erreichte er 1984 (er verlor gegen Ulf Bengtsson) und 1990 im Einzel, 1996 im Doppel mit Lucjan Blaszczyk sowie 1988 im Mixed mit Bettine Vriesekoop.
Insgesamt nahm er an drei Olympischen Spielen teil. Bei den Spielen in Seoul 1988 schied er ebenso im Achtelfinale aus, wie 1992 in Barcelona. 1996 in Atlanta, am Ende seiner Karriere, überstand er die Qualifikationsrunde nicht mehr.
Sein größter Erfolg war 1985 der Sieg im europäischen Ranglistenturnier der TOP 12 und im gleichen Jahr der Gewinn des Weltcups. Berühmt war auch das Wechseln der Schlaghand während des Ballwechsels, was in der Weltspitze nur bei Grubba zu bewundern war. Ab 1997 trat er mit Jacques Secrétin in Tischtennisshows auf.
1985 wurde Grubba in Polen als erster Tischtennisspieler zum Sportler des Jahres gewählt.

## Ende der Laufbahn
Er beendete 1998 seine aktive Laufbahn und war bis zuletzt als Sportdirektor beim polnischen Tischtennisverband tätig.

„Spieler wie Waldner und Appelgren haben Geschichte geschrieben, aber ich war immer nur Zweiter oder Dritter. Man wird mich relativ schnell vergessen.“

Andrzej Grubba erlag 2005 im Alter von 47 Jahren einem Lungenkrebsleiden und hinterließ seine Ehefrau Lucyna (geborene Galus), eine frühere 75-fache polnische Handball-Nationalspielerin, und die zwei Söhne Tomek (* 1984) und Maciek. Sein Sohn Tomek spielt beim FSV Mainz 05 in der Regionalliga (Stand 2008).
Ende 2005 wurde das nationale polnische Trainingszentrum in Danzig umbenannt in Andrzej Grubba Trainingszentrum des polnischen Tischtennisverbandes.

## Interessante Ergebnisse
- 1. Platz German Open 1984 sowie 1988
- 1. Platz Swedish Open 1985 sowie 1993
- 1. Platz beim World Allstars Circuit 1990 Tokyo u. Nishinomiya, 1991 Nishinomiya, 1993 Hong Kong, 1995 Ipoh/Malaysia
- 1. Platz French Open 1990
- 1. Platz Einzel-Turnier beim Europa-Asien-Vergleich 1986 in Paris
- Pondus Cup in Kopenhagen: 1. Platz 1984 u. 1985, 2. Platz 1986 u. 1990
- 1. Platz Deutschland Cup 1989 u. 1991
- 2. Platz Gilbert Cup in L.A./USA 1998
- 2. Platz French Open 1986, Czech Open 1989, Polish Open 1987 u. 1989

## Turnierergebnisse
Quelle: 
| Verband | Veranstaltung       | Jahr | Ort            | Land | Einzel           | Doppel           | Mixed         | Team |
| ------- | ------------------- | ---- | -------------- | ---- | ---------------- | ---------------- | ------------- | ---- |
| POL     | Europameisterschaft | 1996 | Bratislava     | SVK  | letzte 16        | Silber           |               |      |
| POL     | Europameisterschaft | 1992 | Stuttgart      | GER  | Halbfinale       | Viertelfinale    |               |      |
| POL     | Europameisterschaft | 1990 | Göteborg       | SWE  | Silber           |                  |               |      |
| POL     | Europameisterschaft | 1988 | Paris          | FRA  |                  | Halbfinale       | Silber        |      |
| POL     | Europameisterschaft | 1986 | Prag           | TCH  | Halbfinale       | Viertelfinale    |               |      |
| POL     | Europameisterschaft | 1984 | Moskau         | URS  | Silber           | Viertelfinale    | Halbfinale    | 2    |
| POL     | Europameisterschaft | 1982 | Budapest       | HUN  | letzte 16        | Viertelfinale    | Gold          |      |
| POL     | EURO-TOP12          | 1995 | Dijon          | FRA  | 11               |                  |               |      |
| POL     | EURO-TOP12          | 1993 | Kopenhagen     | DEN  | 9                |                  |               |      |
| POL     | EURO-TOP12          | 1992 | Wien           | AUT  | 7                |                  |               |      |
| POL     | EURO-TOP12          | 1990 | Hannover       | FRG  | 3                |                  |               |      |
| POL     | EURO-TOP12          | 1988 | Ljubljana      | YUG  | 3                |                  |               |      |
| POL     | EURO-TOP12          | 1987 | Basel          | SUI  | 4                |                  |               |      |
| POL     | EURO-TOP12          | 1986 | Sodertalje     | SWE  | 8                |                  |               |      |
| POL     | EURO-TOP12          | 1985 | Barcelona      | ESP  | 1                |                  |               |      |
| POL     | EURO-TOP12          | 1984 | Bratislava     | TCH  | 4                |                  |               |      |
| POL     | EURO-TOP12          | 1983 | Cleveland      | ENG  | 6                |                  |               |      |
| POL     | EURO-TOP12          | 1982 | Nantes         | FRA  | 6                |                  |               |      |
| POL     | Olympische Spiele   | 1996 | Atlanta        | USA  | sofort ausgesch. | sofort ausgesch. |               |      |
| POL     | Olympische Spiele   | 1992 | Barcelona      | ESP  | letzte 16        | sofort ausgesch. |               |      |
| POL     | Olympische Spiele   | 1988 | Seoul          | KOR  | letzte 16        | 6                |               |      |
| POL     | Weltmeisterschaft   | 1997 | Manchester     | ENG  | letzte 128       | letzte 32        | keine Teiln.  | 11   |
| POL     | Weltmeisterschaft   | 1995 | Tianjin        | CHN  | Scratched        | Scratched        | keine Teiln.  | 12   |
| POL     | Weltmeisterschaft   | 1993 | Göteborg       | SWE  | letzte 16        | letzte 16        | keine Teiln.  | 11   |
| POL     | Weltmeisterschaft   | 1991 | Chiba City     | JPN  | Viertelfinale    | Viertelfinale    | keine Teiln.  | 16   |
| POL     | Weltmeisterschaft   | 1989 | Dortmund       | FRG  | Halbfinale       | Viertelfinale    | keine Teiln.  | 8    |
| POL     | Weltmeisterschaft   | 1987 | New Delhi      | IND  | Viertelfinale    | Halbfinale       | letzte 64     | 5    |
| POL     | Weltmeisterschaft   | 1985 | Göteborg       | SWE  | letzte 128       | letzte 16        | letzte 32     | 3    |
| POL     | Weltmeisterschaft   | 1983 | Tokio          | JPN  | letzte 32        | letzte 16        | Viertelfinale | 12   |
| POL     | Weltmeisterschaft   | 1981 | Novi Sad       | YUG  | letzte 16        | Viertelfinale    | letzte 64     | 8    |
| POL     | Weltmeisterschaft   | 1979 | Pyongyang      | PRK  | letzte 128       | Viertelfinale    | letzte 64     | 13   |
| POL     | Weltmeisterschaft   | 1977 | Birmingham     | ENG  | letzte 64        | letzte 64        | keine Teiln.  | 12   |
| POL     | World Cup           | 1994 | Taipei         | CHN  | 9.–12. Platz     |                  |               |      |
| POL     | World Cup           | 1991 | Kuala Lumpur   | MAS  | 5.–8. Platz      |                  |               |      |
| POL     | World Cup           | 1990 | Chiba City     | JPN  | 5.–8. Platz      |                  |               |      |
| POL     | World Cup           | 1989 | Nairobi        | KEN  | Silber           |                  |               |      |
| POL     | World Cup           | 1988 | Canton & Wuhan | USA  | Gold             |                  |               |      |
| POL     | World Cup           | 1987 | Macao          | CHN  | 3                |                  |               |      |
| POL     | World Cup           | 1986 | Port of Spain  | TRI  | 6                |                  |               |      |
| POL     | World Cup           | 1985 | Foshan         | CHN  | Silber           |                  |               |      |
| POL     | World Cup           | 1982 | Hong Kong      | HKG  | 14               |                  |               |      |
| POL     | World Cup           | 1981 | Kuala Lumpur   | MAS  | 6                |                  |               |      |
| POL     | World Doubles Cup   | 1992 | Las Vegas      | USA  |                  | Viertelfinale    |               |      |
| POL     | World Doubles Cup   | 1990 | Seoul          | KOR  |                  | Halbfinale       |               |      |

## Schriften
- Tischtennis lernen. Delius Klasing Verlag, Bielefeld 1998, ISBN 3-7688-1079-8.